# John Acton

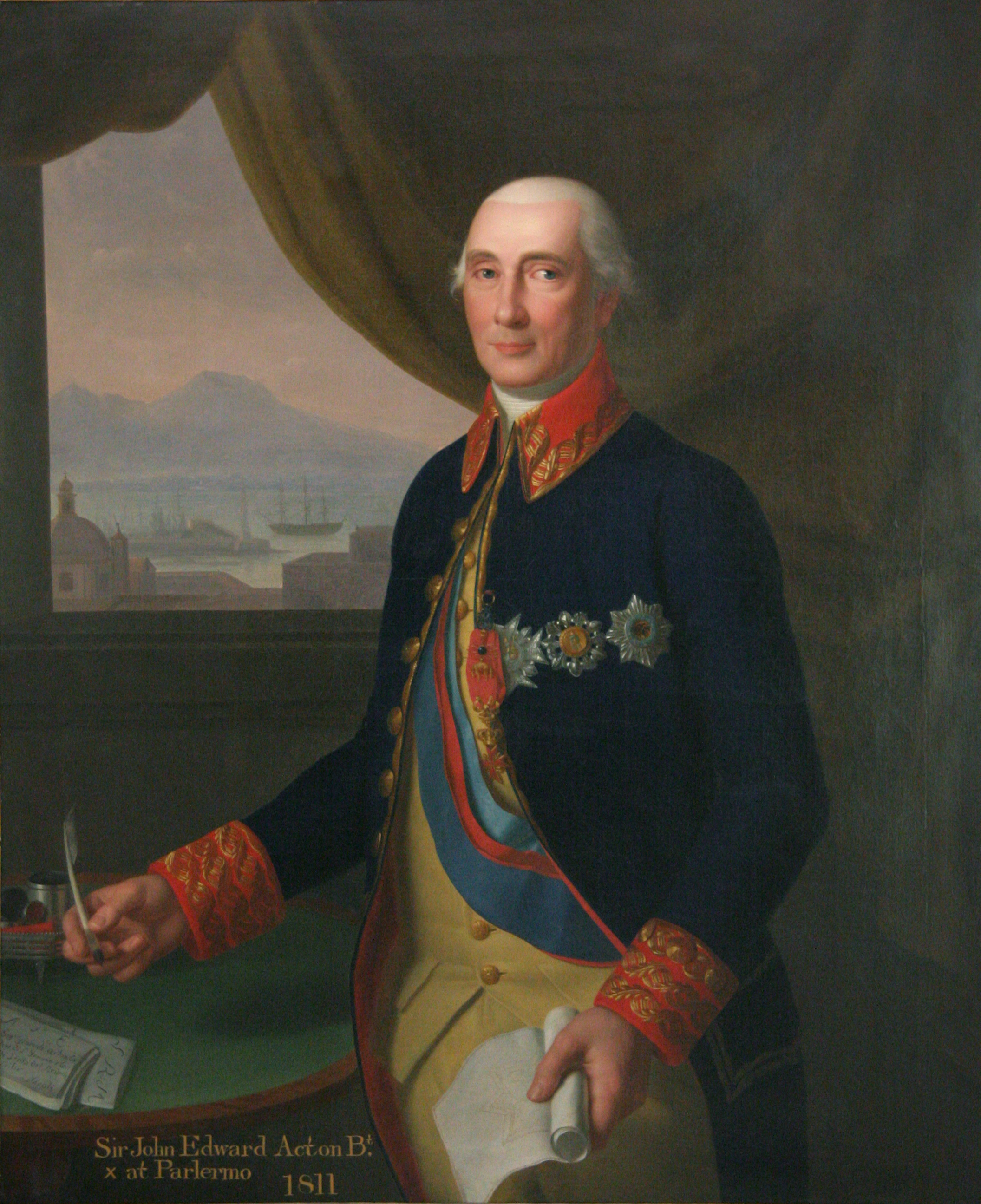
John Acton, 6. Baronet

Sir John Francis Edward Acton, 6. Baronet (* 1736 in Besançon; † 12. August 1811 in Palermo) war ein italienischer Politiker und Militär englischer Abstammung. Er war Premierminister von Neapel unter Ferdinand IV.

## Leben
Sein Vater Edward Acton war Arzt in Besançon, wo er 1736 geboren wurde. Nach dem Tod seines Cousins dritten Grades, Sir Robert Acton, 5. Baronet, erbte er am 20. November 1791 den 1644 in der Baronetage of England für seinen Ur-ur-urgroßvater geschaffenen Adelstitel Baronet, of Aldenham Hall in the Parish of Morville and County of Salop. Acton diente zuerst in der toskanischen Marine, wo er sich 1775 bei einem gemeinsamen Feldzug von Spanien und der Toskana gegen Algier als Kommandeur einer Fregatte durch seinen Mut und seine Findigkeit so auszeichnete, dass man ihm das Oberkommando übertrug.
Königin Maria Karoline von Neapel konnte 1779 ihren Bruder Leopold, den Großherzog der Toskana, überreden, Acton zu erlauben, in ihren Dienst zu treten und die neapolitanische Marine neu zu organisieren. Die Fähigkeiten, die er dabei an den Tag legte, ermöglichten ihm eine steile Karriere: Er war Oberkommandierender sowohl des Heeres als auch der Marine des Königreichs Neapel, Finanzminister und schließlich Premierminister.
Seine Politik, die sich in Übereinstimmung mit dem britischen Botschafter Sir William Hamilton befand, war von dem Versuch geprägt, den britischen und österreichischen Einfluss auf Neapel zu stärken, um so den Einfluss Spaniens zu verringern. Diese Politik brachte Neapel in Opposition zu Frankreich und den ihm freundlich gesinnten Kräften in Italien. Seine Finanzpolitik, in der es ihm darum ging, Neapel um seiner Selbstständigkeit willen aufzurüsten, machte ihn ausgesprochen unpopulär, so dass er gemeinsam mit der Königin und dem König 1798 fliehen musste.
1804 musste er sich unter dem Druck Frankreichs für eine kurze Zeit von den Regierungsgeschäften zurückziehen, wurde aber bald wieder in seine frühere Stellung eingesetzt, die er bis zum Februar 1806 (als Frankreich in Neapel einmarschierte) beibehielt. Zusammen mit der königlichen Familie floh er nach Sizilien, wo er 1811 in Palermo starb.
Ein päpstlicher Dispens ermöglichte es ihm, die älteste Tochter seines Bruders, des ebenfalls in neapolitanischen Diensten stehenden Generals Joseph Edward Acton, der 1737 geboren worden war, zu heiraten. Mit ihr hatte er drei Kinder, von denen der erste Sohn, sein Titelerbe Ferdinand Richard Edward Acton, der Vater des ersten Lord Acton wurde, während der zweite Sohn Charles Januarius Acton die geistliche Laufbahn einschlug und es zum Kardinal brachte.